# Castelul Bela Fay din Simeria
Castelul Bela Fay din Simeria este un monument istoric si arhitectonic din secolul XIX.

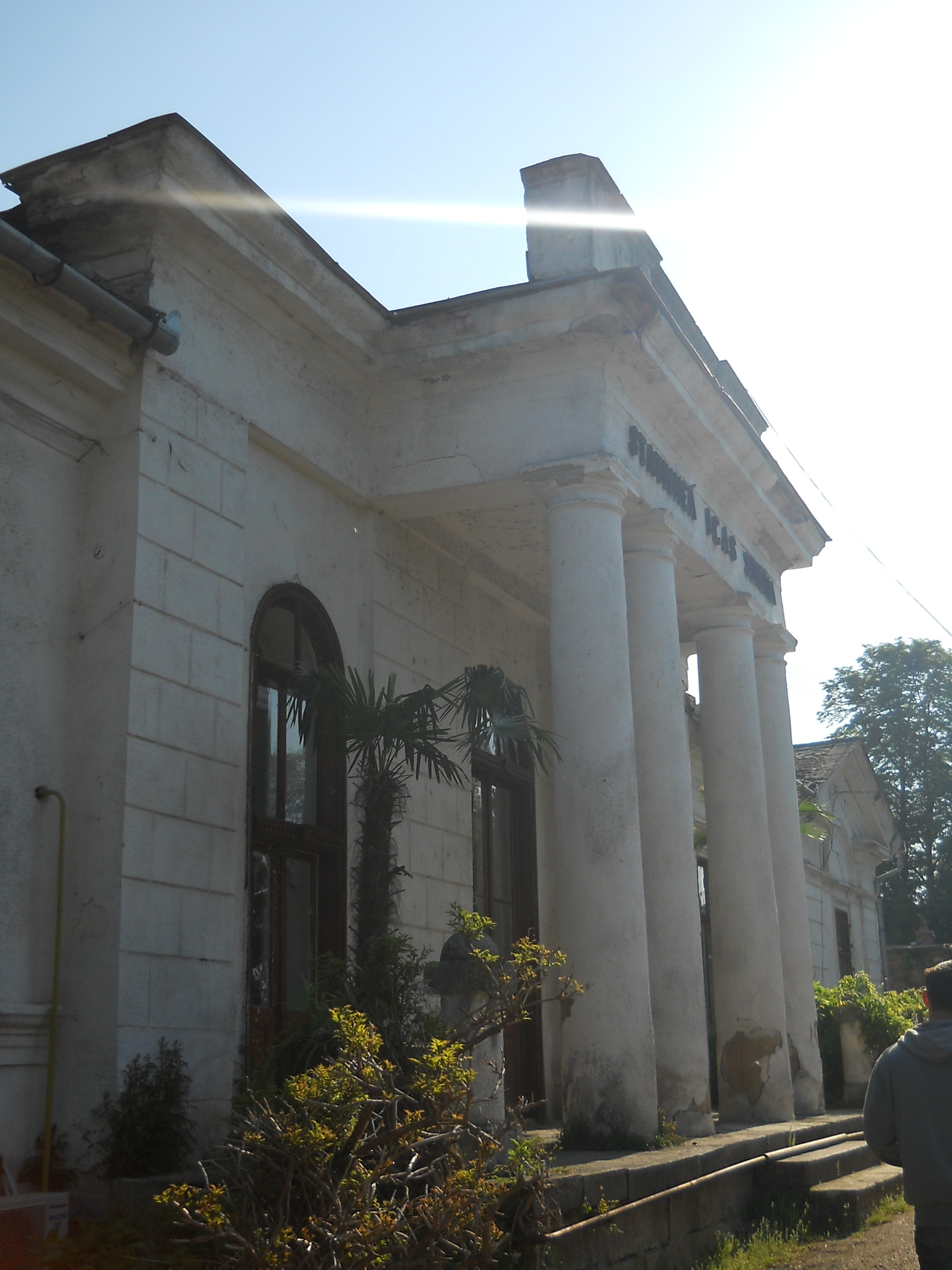
Fațada

## Istoric
Istoria clădirii este legată de existența parcului, Arboretumul Simeria, o colecție extrem de valoroasă de plante lemnoase exotice, dar și autohtone. Mai multe familii nobiliare au deținut acest domeniu printre care Gyulay, Kun, Fay sau Ocskay. Demn de remarcat este faptul că moștenirea s-a transmis pe linie feminină. În anul 1848, cu prilejul revoluției, au avut loc distrugeri remediate abia între anii 1870-1880. Începând cu 1918 proprietar va fi Bela Fay, naturalist și membru al Academiei de Științe Maghiare. Din 1954 aici funcționează Stațiunea de Cercetări și Experimentări Forestiere Simeria. 